# Albrecht Wilhelm Thaer
Albrecht Wilhelm Thaer (* 13. April 1855 in Rüdersdorf in der Mark Brandenburg; † 1. März 1921 in Gießen) war Professor und Schulleiter. Als Direktor der damaligen Oberrealschule vor dem Holstentor in Hamburg-St. Pauli war er maßgeblich für die Reformierung des höheren Schulwesens in Hamburg verantwortlich.

## Jugend und Studium
Thaer wurde als ältester Sohn des Gießener Universitätsprofessors Albrecht Conrad Thaer und der Adelaide Clementine, geb. Mannkopf (1829–1896) in Rüdersdorf bei Berlin geboren. Er hatte sechs weitere Geschwister – vier Brüder und zwei Schwestern. Ein Bruder war Walter Thaer (1866–1935), der spätere Pächter des Rittergutes Spree in der Oberlausitz und Generalbevollmächtigter für die Güter des Prinzen Biron von Curland zu Groß Wartenberg in Schlesien.
Von 1873 bis 1878 studierte Thaer Mathematik und Naturwissenschaften an der Gießener Universität. 1878 wurde seine Dissertation in den Mathematischen Annalen veröffentlicht. Die praktische und theoretische Ausbildung als Lehrer erfolgte in Berlin.

## Lehrer und Schulleiter
In Berlin wurde er 1880 als Lehrer am städtischen Friedrich-Wilhelm-Gymnasium eingestellt. 1891 wurde er zum Direktor der städtischen Realschule in Halle (Saale) berufen. Diese Schule baute er zu einer Oberrealschule aus. In dieser Zeit wurden überall in Deutschland Realschulen zu „Vollanstalten“ ausgebaut und bereits in seiner Zeit in Halle stand Thaer an der Spitze dieser Bewegung.
1896 übergab er die Schule in Halle an seinen Nachfolger Heinrich Schotten, nachdem er vom Schulrat Richard Hoche, der seit 1887 für die Weiterentwicklung des gesamten Höheren Schulwesens in Hamburg verantwortlich war, nach Hamburg berufen wurde, um die dortige Bürgerschule und erste Realschule Hamburgs (gegründet 1873) ebenfalls zur Oberrealschule auszugestalten.

## Reformator des Hamburger Schulwesens
Thaer wurde 1896 als Nachfolger von Carl-Christian Redlich mit der Leitung der Höheren Bürgerschule vor dem Holstentor betraut. Unter ihm wurde die sechsstufige Realschule zu einer Oberrealschule erweitert. Mit Umgestaltung dieser Schule wurde sie Vorreiter der damals von Reformbestrebungen gekennzeichneten Entwicklung des höheren Schulwesens in Hamburg.
Thaer sah seine Aufgabe vornehmlich darin, durch die neue Schule zu beweisen, „daß es einen vollgültigen und ebenbürtigen Bildungsgang ohne Latein gibt“. Die größere Bedeutung, die der mathematisch-naturwissenschaftliche Unterricht an der Oberrealschule im Vergleich zum humanistischen Gymnasium erhalten sollte, entsprach den bildungspolitischen Reformbestrebungen der Jahrhundertwende.
Als studierter Mathematiker und Naturwissenschaftler ermöglichte Thaer durch Verzicht auf bislang gelehrte, praktisch bedeutungslose Kenntnisse der Mathematik die stärkere Behandlung moderner Aufgaben. Im Einzelnen bedeutete das für ihn, die euklidische Geometrie nicht mehr zu bevorzugen; die Infinitesimalrechnung, die darstellende und die analytische Geometrie wurden in den Lehrplan aufgenommen, um das räumliche Anschauungsvermögen und das funktionale Denken besser zu schulen. Im Physikunterricht sollten nicht länger fast ausschließlich mathematische Entwicklungen nachvollzogen werden. Dagegen sollte Physik auch in der Schule als eine Naturwissenschaft betrieben werden, um so als Vorbild zu zeigen, wie in den Erfahrungswissenschaften überhaupt Erkenntnisse gewonnen werden können – Versuche und Überlegungen sollten einander ergänzen. Durch planmäßig geordnete Übungen sollten die Schüler dazu angehalten werden, einfache Vorgänge selbst genau zu beobachten und messend zu verfolgen.
Bestandteil der Umwandlung von einer Realschule in eine Oberrealschule war auch eine Änderung in der Sprachenausbildung. Mithilfe seines Kollegen Gustav Wendt wurde der Fremdsprachenunterricht grundlegend neu gestaltet.
Ziel bei der Entwicklung der neuen Schulgattung war die Gleichstellung der Oberrealschulbildung mit der gymnasialen Bildung. Es sollte damit ein gleichwertiger Bildungsgang auch ohne Lateinunterricht entstehen. Dem modernen mathematisch-naturwissenschaftlichen Unterricht wurde gegenüber dem humanistischen Gymnasium ein höherer Stellenwert eingeräumt.
Von 1902 bis 1903 stellte Thaer den neuen Lehrplan für die Schule zusammen. Die Zustimmung durch die Behörde bedeutete zugleich die Anerkennung für die an der Oberrealschule geleistete Reformarbeit. Unter Thaer wurde die Oberrealschule am Holstentor Hamburgs erste Schule, bei der ein Abitur ohne Latein erreicht werden konnte.

## Herausgeber
Thaer veröffentlichte Werke zum Mathematikunterricht und gab gemeinsam mit Ludwig Kambly eine Lehrbuchreihe heraus. Er war 1911 an der Erstellung eines Berichts an die International Commission on Mathematical Instruction (ICMI) beteiligt.
Beim Ausbruch des Ersten Weltkrieges wurde Thaer zum Kriegsdienst einberufen, seine Stelle als Schulleiter übernahm der spätere Landesschulrat Ludwig Doermer. Nach dem Krieg kehrte Thaer noch für kurze Zeit an seine alte Position als Schulleiter zurück.
1921 starb Thaer in Gießen. Wegen seiner Verdienste um die Reformierung des Hamburger Schulwesens wurde Thaers Wirkungsstätte, die Oberrealschule und Realschule vor dem Holstenthore zu Hamburg, anlässlich der 50-Jahr-Feier 1923 in Thaer-Oberrealschule vor dem Holstentor umbenannt. Später hieß sie Albrecht-Thaer-Schule. Oberschule für Jungen vor dem Holstentor. Spätestens seit dem Umzug der Schule 1968 in neue Räumlichkeiten nach Stellingen heißt sie Albrecht-Thaer-Gymnasium.

## Familie
Am 20. Juli 1881 heiratete Thaer in Gießen Emilie Fuhr (1857–1918) aus Neu-Ulrichstein. Das Ehepaar hatte fünf Kinder, darunter den späteren Greifswalder Mathematikprofessor Clemens Thaer.

## Werke (Auswahl)
- Mathematische Lehr- und Uebungsbücher, Ludwig Kambly und Albrecht Thaer, Hirt, Breslau
- Der mathematische Unterricht in den Gymnasien und Realanstalten der Hansestädte, Mecklenburgs und Oldenburgs, Albrecht Thaer, N. Geuther und Adolf Böttger, Teubner, Leipzig-Berlin 1911
- Rechenbuch für höhere Schulen. Im Anschluss an Kambly-Thaers mathematisches Unterrichtswerk, Albrecht Thaer und R. Rouwolf, mehrere Ausgaben, Hirt, Breslau 1913 ff.
- Lehrbuch der Mathematik. Für Realschulen, Albrecht Thaer und Gustav Lony, Mathematisches Unterrichtswerk, mehrere Ausgaben, Hirt, Breslau 1915 u. a.
- Planimetrie nebst Elementen der Trigonometrie und Stereometrie. Für Realschulen, Kambly und Albrecht Thaer. Neu bearbeitet von Albrecht Thaer, Mathematisches Unterrichtswerk, mehrere Ausgaben, Hirt, Breslau 1916, Mathematisches Unterrichtswerk
- Arithmetik und Algebra. Für Gymnasien, Albrecht Thaer, Mathematisches Unterrichtswerk, mehrere Ausgaben, Hirt, Breslau 1917
- Stereometrie. Für Oberrealschulen, Albrecht Thaer, Mathematisches Unterrichtswerk, mehrere Ausgaben, Hirt, Breslau 1919
- Sammlung mathematischer Formeln für den Mittel- und Oberklassen höherer Lehranstalten, Albrecht Thaer, Hirt, Breslau 1919
- Trigonometrie. Für Oberrealschulen, Realgymnasien und Gymnasien mit mathematischem Reformunterricht, neu bearbeitet von Albrecht Thaer, Mathematisches Unterrichtswerk, mehrere Ausgaben, Hirt, Breslau 1921
- Planimetrie, Albrecht Thaer, Mathematisches Unterrichtswerk, mehrere Ausgaben, Hirt, Breslau 1921